# Avis Crocombe
Avis Crocombe (1839 körül – 1927) angol háztartási alkalmazott volt. Az 1880-as években a Saffron Walden város közelében fekvő Audley End House főszakácsa volt. Közel egy évszázaddal a halála után szerzett hírnevet: az angol történelemmel foglalkozó és az Audley End House-t kezelő English Heritage közhasznú szervezet által készített YouTube-videók sorozatának egyik szereplője. A videókban egyebek között bemutatnak egy válogatást Crocombe saját kéziratos szakácskönyvéből is. Crocombe és más, az 1880-as években élt személyek állnak az Audley Enden egy hosszú távú élő történelmi újrajátszási projekt középpontjában: a projekt 2008-ban indult, és 2022-ben még mindig tart.

## Élete
Avis Crocombe egy nagy családba született Martinhoe-ban, (Devon megye) 1839 körül. Szülei Richard Crocombe farmer és Agnes Crocombe voltak.
Avis még tizenharmadik születésnapja előtt háztartási szolgálatba állt. Kezdetben bátyjának, Johnnak dolgozott Devonban, 1861-re pedig már John Townshendnél, Sydney vikomtjánál volt konyhalány. Utóbbi állásánál a személyzet legalább 10 főből állt személyzet egyike volt, köztük volt egy férfi szakács és több lakáj is. 1871-ben szakácsként és házvezetőnőként dolgozott Thomas Proctor Beauchamp háztartásában a norfolki Langley Hallban, a család által alkalmazott 16 szolga egyikeként. Valamivel 1881 előtt Braybrooke 5. bárójának családja alkalmazásába került mint szakácsnő: a Braybrook család vidéki székhelye volt a Saffron Walden melletti Audley End House. Ahogy az a szakácsoknál szokásban volt, a család londoni otthonában, az Upper Brook Streeten, illetve a tengerparti otthonukban, a bournemouthi Branksome Towersben is dolgozott. Közvetlen elődje egy férfi francia szakácsot (bizonyos Mons. Merer) volt: a Braybrooke család vélhetően költségcsökkentés céljából alkalmazta Avist a férfi helyett. Valóban, bár Audley Endről nem állnak rendelkezésre a személyzet bérezésére vonatkozó pontos információk az 1881-es évből, ekkoriban a férfi szakácsok általában évi 100–120 font körüli összeget kerestek (a francia szakácsok a felső határhoz közelebb), míg a nők fizetése 40–60 font között mozgott. Azok, akik Avishez hasonlóan férfi szakácsok alatt tanultak, magasabb fizetésre számíthattak mint azok, akik nem.
Avis Crocombe 1884-ben hagyta el Audley Endet, amikor hozzáment Benjamin Stride vállalkozóhoz, aki egy szálláshelyet vezetett Londonban. Stride 1893-ban halt meg, örökségként 496 font 6 shilling 8 pennyt hagyva maga után. A szállásadó vállalkozást Stride halála után Avis vitte tovább, Stride lányával (Avis mostohalányával), Anna-Jane-nel közösen. Avis 1927-ben halt meg, 88 évesen; ekkorra már neki magának is voltak cselédei.

## Emlékezete
2008-ban az English Heritage közhasznú szervezet, amely több mint 400 műemléket és egyéb helyszínt kezel Anglia-szerte, köztük Audley Endet is, több millió font értékű restaurációs munkálatokba kezdett Audley End cselédszárnyán; a munkálatokat a Heritage Lottery Fund finanszírozta. A történelmi újrajárszás részeként a Past Pleasures újrajátszó cég biztosította jelmezes szereplőket, akik az 1881-es népszámlálási adatokban szereplő szolgákat alakították. A projekt középpontjában az élő főzés állt: az újrajátszók szerepben maradva beszélgettek a látogatókkal, és megosztották velük a korszak receptjeit. Ezt kezdetben Annie Gray élelmiszertörténész, majd Kathy Hipperson történelmi újrajátszó vezette. Eredetileg a recepteket a korszaknak megfelelő könyvekből vették, amíg 2009-ben Benjamin Stride egy leszármazottja, Robert Stride jegyet nem vett egy koncertre az Audley Enden. Robert realizálta a kapcsolatot saját családja és Audley End között, és rájött, hogy Avis kézzel írt receptkönyve még mindig megvan a családi örökségben. A receptkönyvet az English Heritage-nek adományozta, így az újrajátszó csapat be tudta építeni munkájába az Avis által írt recepteket. A könyv azt is lehetővé tette Gray számára, hogy pontosabban meghatározza a Crocombe rendelkezésére álló forrásokat illetve azt a főzési stílust, amely az 1880-as években Audley End sajátja lehetett. Crocombe például több receptet Eliza Acton Modern Cookery for Private Families (1845) című művéből másolt ki, míg másokat újságokból és a ház látogatóiból szerzett be.
Avis Crocombe karaktere rendszeresen megjelenik Audley Enden az újrajátszás részeként; a szereplőt számos különböző újrajátszó alakítja.

### Youtube

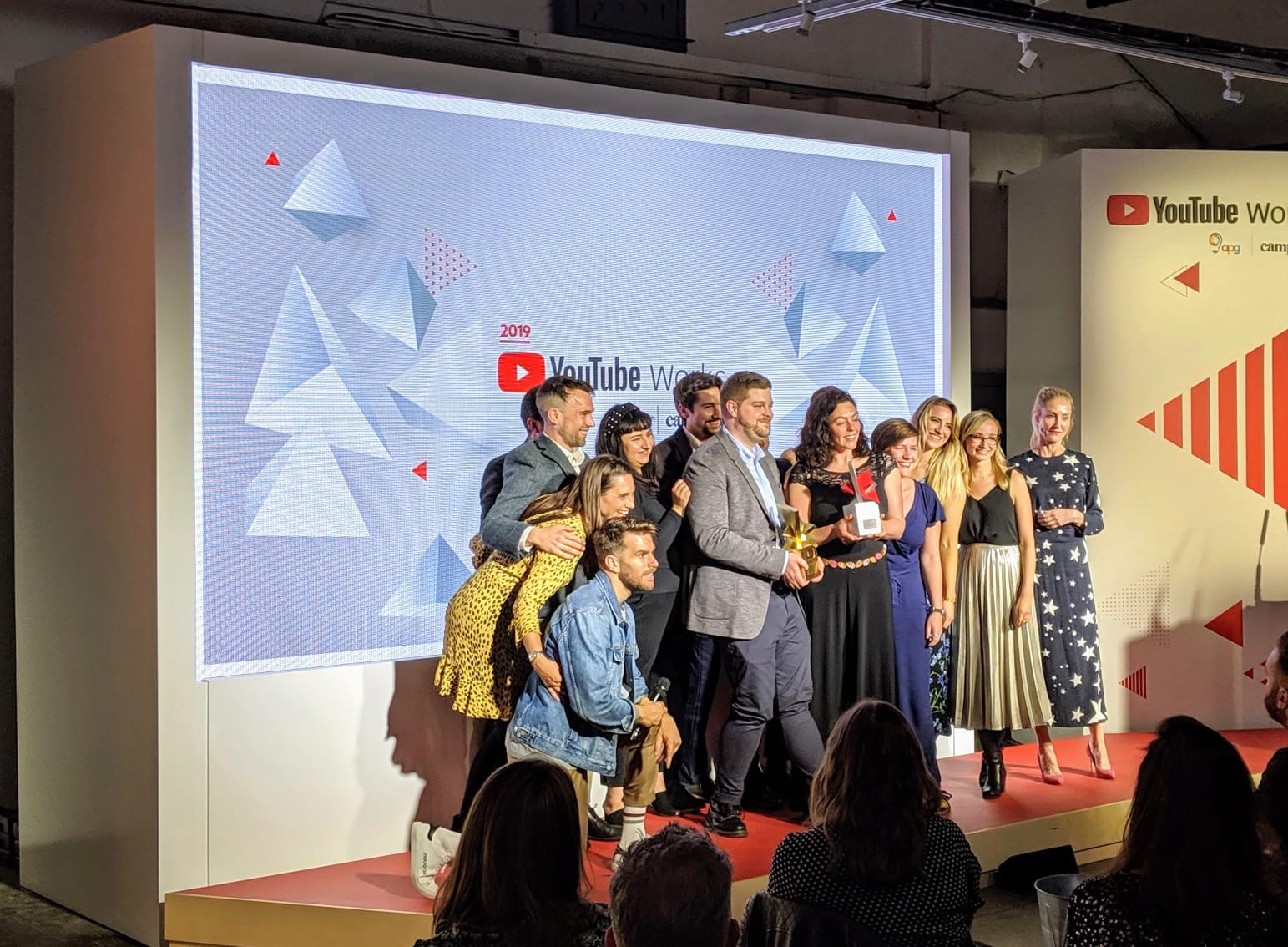
Az English Heritage tartalommarketing csapata Kathy Hipperson és Annie Gray társaságában a YouTube Works díjátadó ünnepségén 2019 júniusában

Az English Heritage számos videót rendelt meg YouTube-csatornájára, amelyeken Kathy Hipperson alakítja Avist. A „The Victorian Way” címszó alá tartozó alkotások részben bemutatók, részben történelmi kirakatként szolgálnak, és Avis könyvéből illetve más a korszakból származó receptekből merítenek. A videókat Gareth Clifford, a Digital Content Team munkatársa készítette, Annie Gray segítségével. A videókban az English Heritage több munkatársa is megjelent, köztük Andrew Hann történész, akinek munkája lehetővé tette a receptkönyvvel együtt adományozott fénykép pozitív azonosítását mint vélhetően Avis és Benjamin, valamint az Audley End jelenlegi kurátora, Peter Moore. 2018-ban az English Heritage együttműködött a James Townsend & Son nevű amerikai kosztümös újrajátszó és történelmi kellékekkel foglalkozó céggel is olyan crossover videókkal, amelyek az Egyesült Királyságból az Egyesült Államokba és fordítva küldött csomagokat tartalmaztak. Az English Heritage három videóban is együttműködött Bernadette Banner ruhatörténésszel. 
A Victorian Way videóit 2021 júniusáig több mint 200 millióan nézték meg. 2019 júniusában az English Heritage elnyerte a Breakthrough Advertiser és a Grand Prix díjat is a YouTube Works (UK) díjátadón. A könyv végül 2020 szeptemberében megjelentettek egy a sorozathoz kapcsolódó könyvet "How To Cook The Victorian Way With Mrs Crocombe" címmel; a könyvben receptek és kapcsolódó történelmi leírások olvashatók.

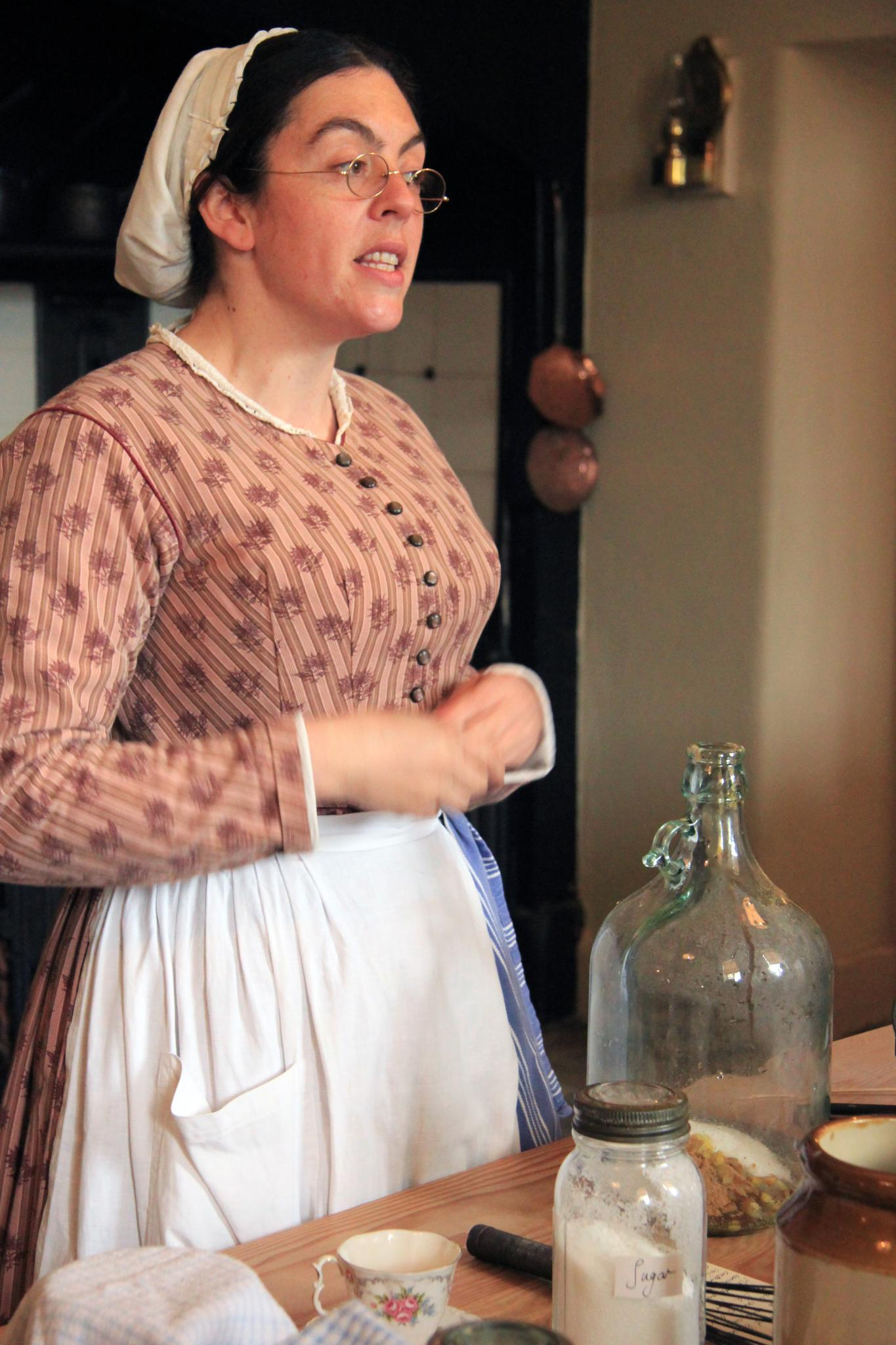
Kathy Hipperson alakítja Avis Crocombe-ot
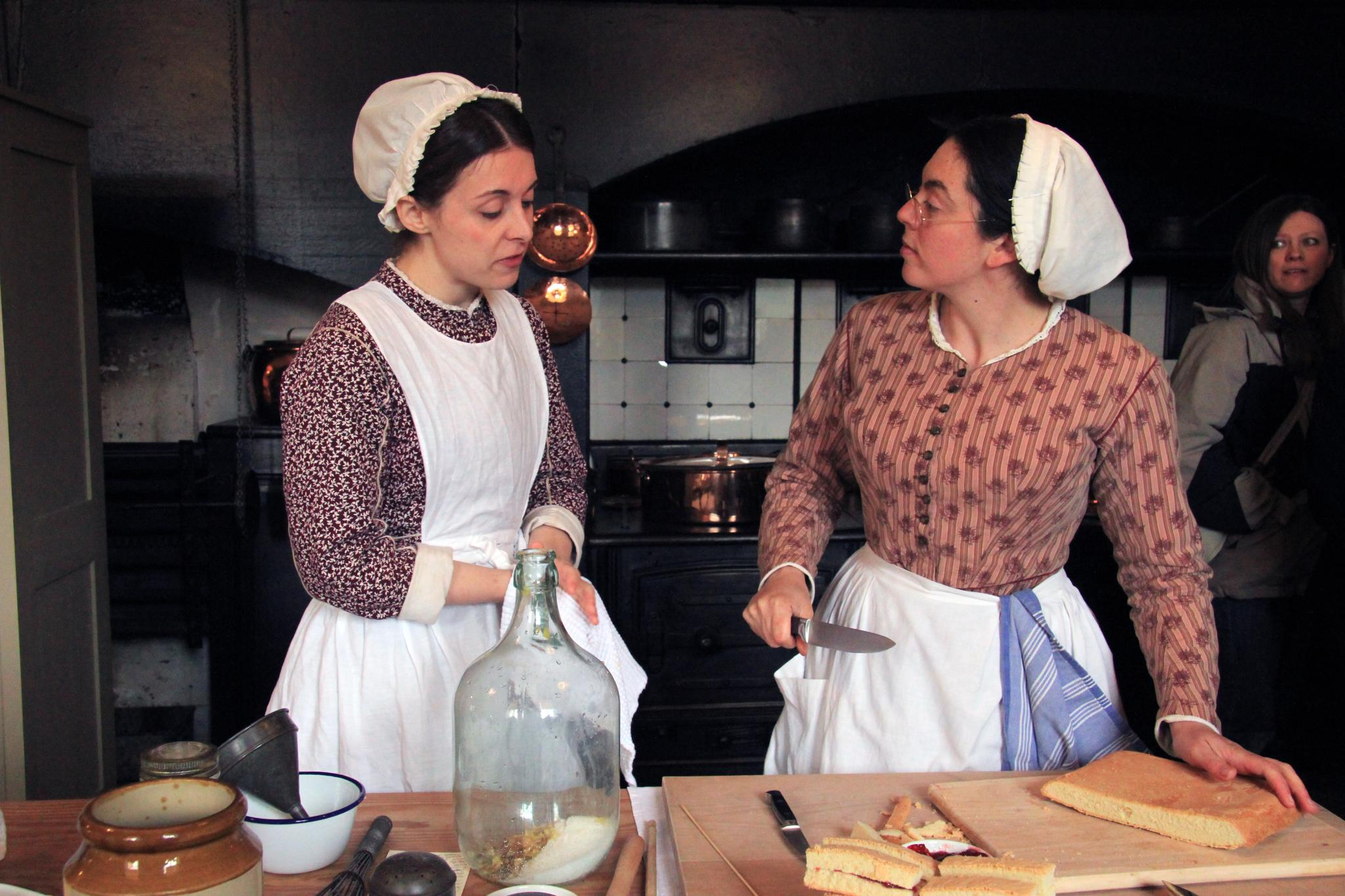
Kathy Hipperson és egy konyhalány
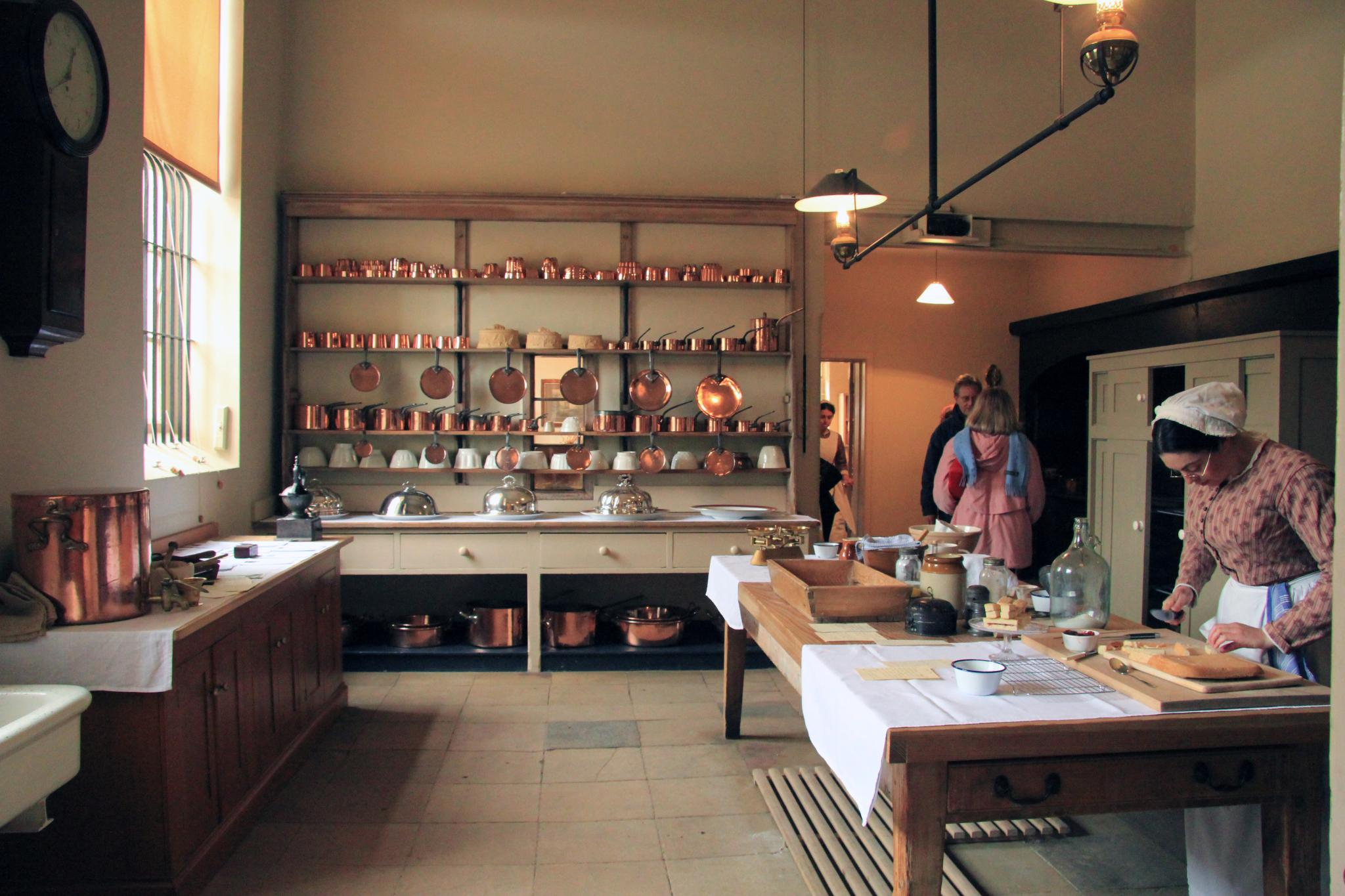
Az Audley End House konyhája (2012)

## Fordítás
- Ez a szócikk részben vagy egészben  az   Avis Crocombe című angol Wikipédia-szócikk ezen változatának fordításán alapul.  Az eredeti cikk szerkesztőit annak laptörténete sorolja fel. Ez a jelzés csupán a megfogalmazás eredetét és a szerzői jogokat jelzi, nem szolgál a cikkben szereplő információk forrásmegjelöléseként.